# 明伦堂
明伦堂，是中国和一些
汉字文化圈比如朝鲜半岛以及琉球境内孔庙建筑群的重要组成部分。通常作为孔庙内官学生员们聚集讲学之场所。

## 简介

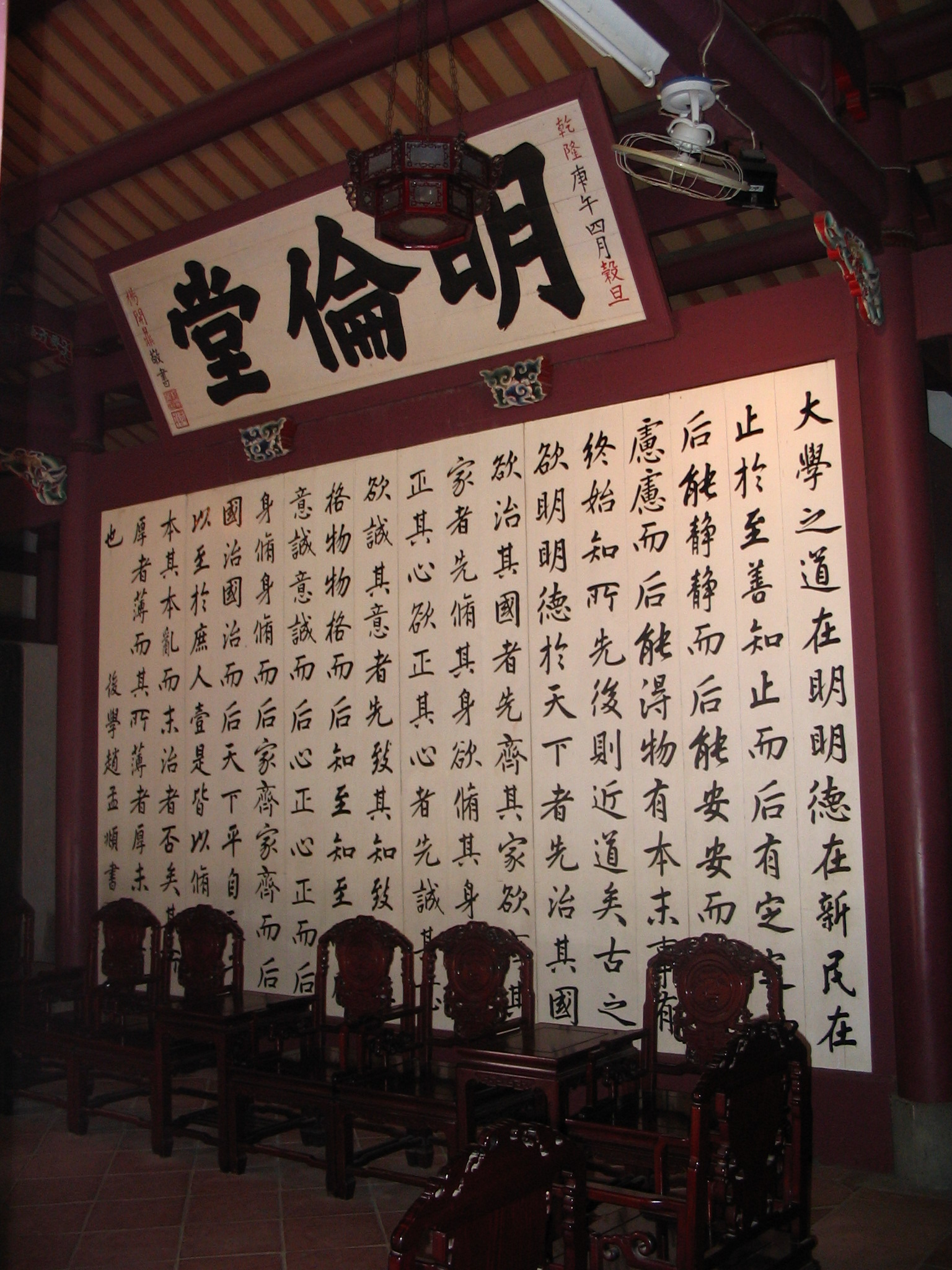
台南孔子庙内明伦堂

古代中国各府学、县学之内，均规定要建立一座“明伦堂”，每个明伦堂内放上一块石碑（卧碑），上面刻着皇朝的禁令：第一，生员不得言事；第二，不得立盟结社；第三，不得刊刻文字。明伦堂通常位于大成殿以东，或位于其正后方。该建筑的规模和形制在各地和各时期均略有不同，少则三间，多则七间，如元代至正二十一年(1361年)重修后的杭州路学。一般位于明伦堂东西两侧配有厢房，东为名宦祠，西为乡贤祠。现今明伦堂传统建筑保存完好的古迹为台南孔子庙明伦堂、无锡县学、嘉定孔庙以及长兴孔庙。

## 建筑结构
明伦堂建筑主体在古代多为砖木结构，白墙灰瓦，带有前廊，屋顶为硬山顶。明伦堂之前左右，常列斋房，为生员学习进修之所，其后常为藏书楼，一般名为“尊经阁”。

## 命名
“明伦”二字出自《孟子·滕文公》：“夏曰校，殷曰序，周曰庠，学则三代共之，皆所以明人伦也。”

## 功能
明伦堂的主要功能是儒学的讲堂。